# 大連外国語大学
大連外国語大学（だいれんがいこくごだいがく、英語: Dalian University of Foreign Languages）は、遼寧省大連市旅順口区旅順南路西段6号に本部を置く中華人民共和国の公立大学。1964年創立、1978年大学設置。大学の略称は公式では大外（だいがい、ダーワイ）、ほか大連外大（だいれんがいだい）など。
中国東北地方では唯一の公立の外国語大学である。

## 概要
- 1964年、大連日語専科学校として設立。1970年、遼寧外語専科学校に改名し、1978年、大連外国語学院となる。2013年大連外国語大学に改名した。
- 日本語学院は、中国国内有数規模の日本語学習拠点。入学試験の難易度の高さでも知られる。

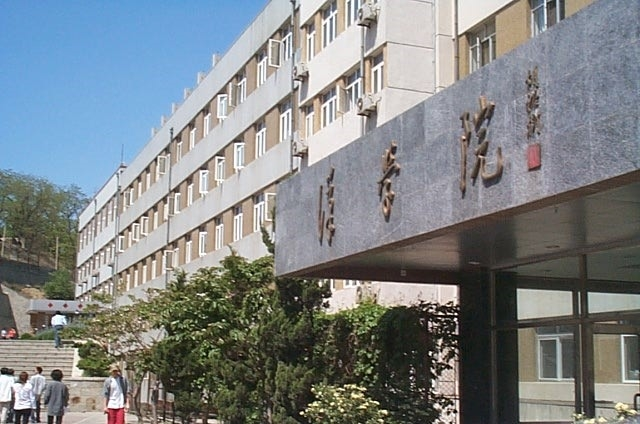
漢学院（南山キャンパス、2002年）

- 漢学院は、中国国内有数の中国語教育機関。以前は国際漢語培訓中心（国際漢語トレーニングセンター）として留学生を受け入れていた。1990年（当時）の留学生は約20人位で9割が日本人であとは少数のアメリカ人や韓国人が在籍していた。現在は常時1,000名以上の留学生が在籍している。漢語水平考試(HSK)実施指定校。

## 学部
学院・系は、それぞれ日本の学部・学科に相当。
- 日本語学院
- 英語学院
- ロシア語学院
- 韓国語学院
- 高級翻訳学院
- ヨーロッパ言語学院
- アジア・アフリカ言語学院
- フランス語学院
- ドイツ語学院
- 経済と管理学院（商学院とも）
- 国際芸術学院
- 国際関係学院
- 文化伝播学院
- 漢学院[2]
- ソフトウェア学院
- マルクス主義学院
- 公共外国語学部
  - 国内外の少数言語に関する教育・研究拠点
- 体育学部
- 創新創業学院
- 国際教育学院
- 現代教育技術センター
- 文化交流学院
- 成人高等教育学院

## キャンパス

### 南山キャンパス
漢学院と培訓部（成人高等教育学院）がある。

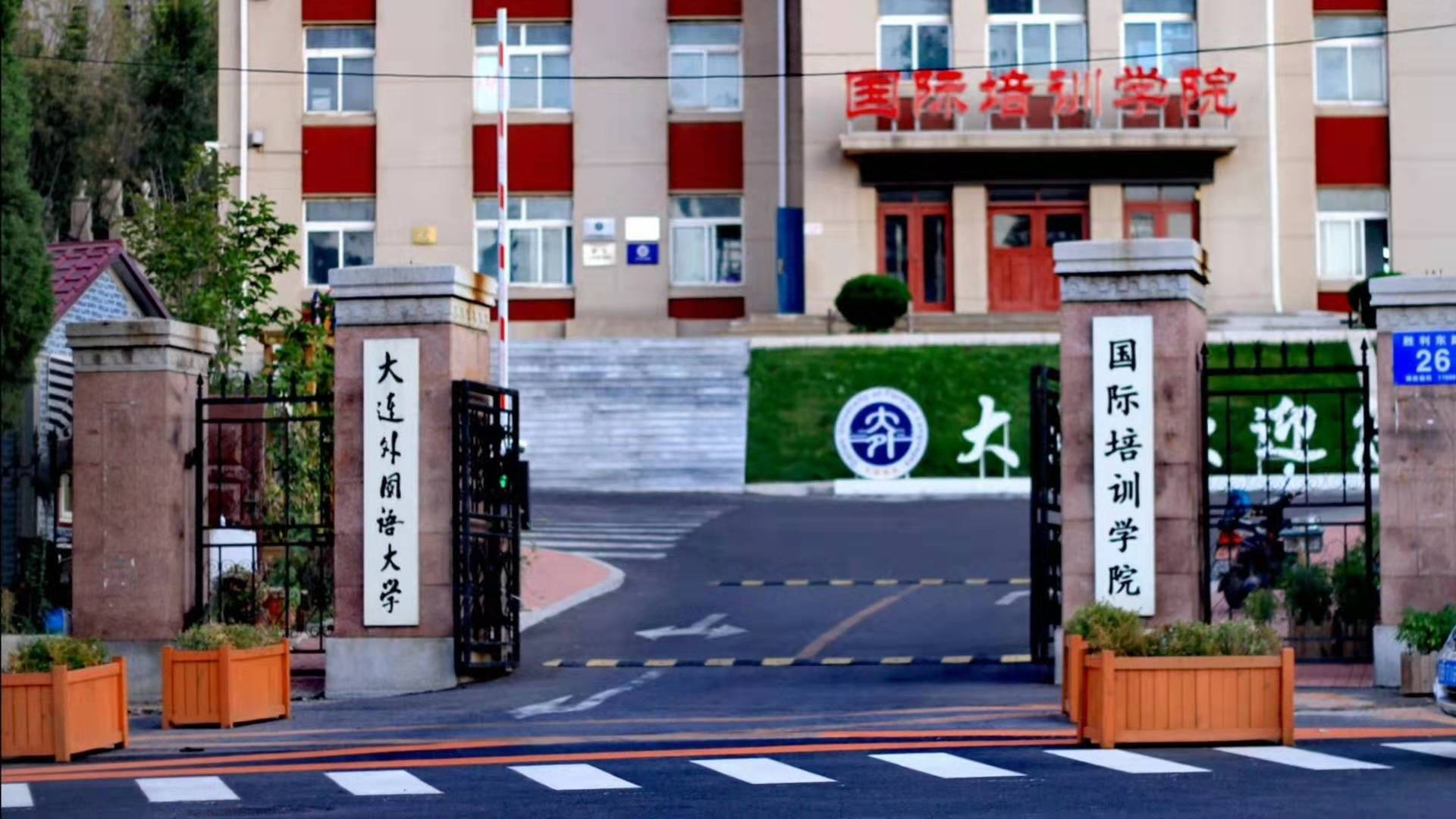
南山キャンパスの校門（2019年）

- 住所：大連市中山区延安路94号　電話：0411-8280-1297　ファックス：0411-8264-8152

市内の中山広場から南に伸びる延安路の突き当たりにあり、比較的便利なところにある。日本敗戦時までは西本願寺関東別院があった。

### 旅順キャンパス

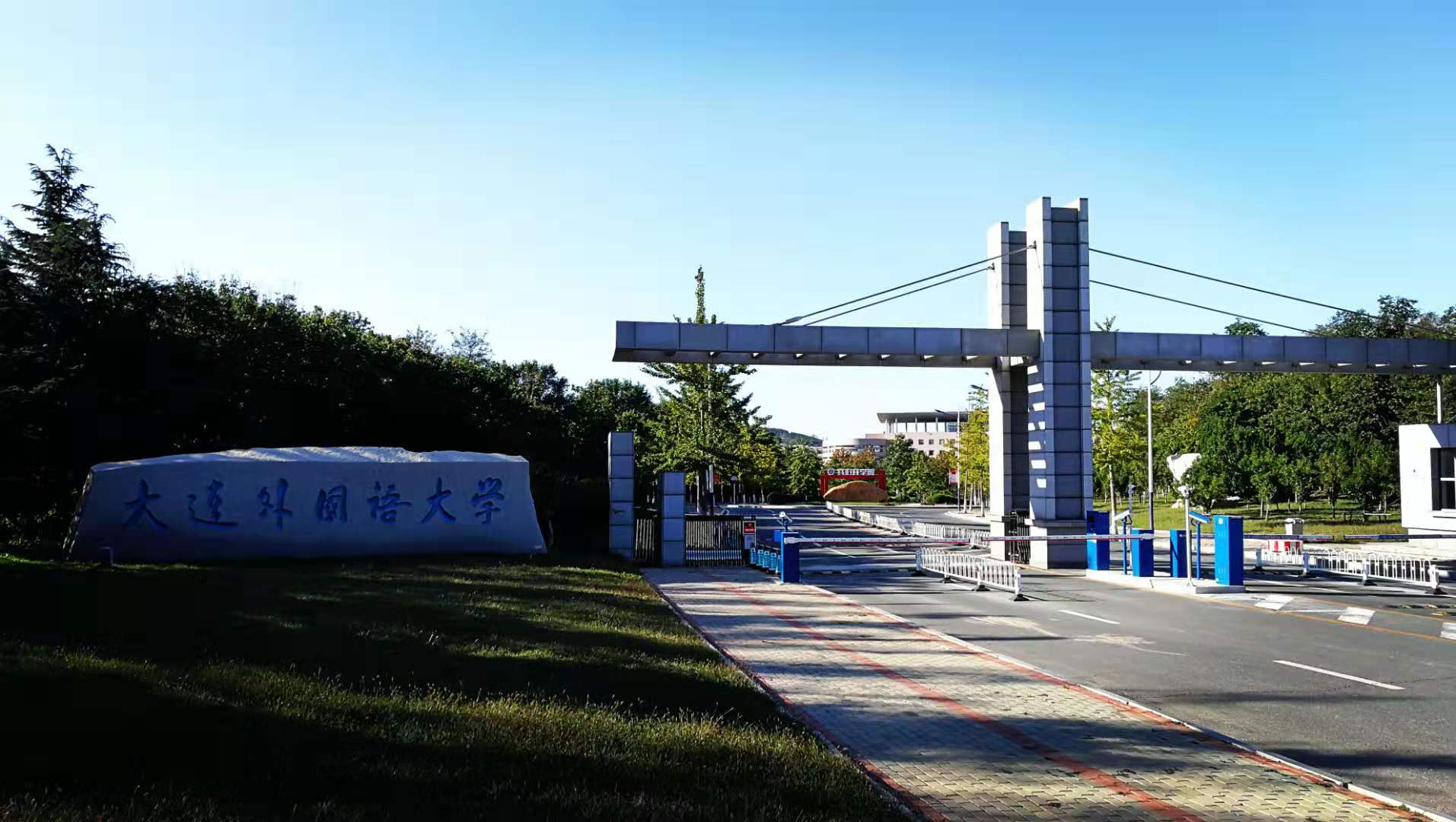
旅順キャンパスの校門（2019年）

2007年3月、培訓部以外のすべての学部が旅順口区塩廠（）の広大な場所へ移転した。
- 住所：大連市旅順口区旅順南路西段6号（郵政編碼：116044）

旅順南路の白銀山トンネルのすぐ東側（大連側）にあり、キャンパスの旅順南路向かい（海側）には大連医科大学も同年9月から10月にかけて移転している。